# Берлев, Олег Дмитриевич
Оле́г Дми́триевич Бе́рлев (18 февраля 1933, Пятигорск — 7 июля 2000, Санкт-Петербург) — советский и российский историк, египтолог; доктор исторических наук; старший научный сотрудник Ленинградского отделения Института востоковедения АН СССР — Санкт-Петербургского филиала Института востоковедения РАН (ныне ИВР РАН).

## Биография
Берлев происходил из казаков. После ареста отца в годы сталинских репрессий рос в детском доме в Пятигорске. Окончил восточный факультет ЛГУ. Работал референтом академика В. В. Струве.
О. Д. Берлев был женат на А. И. Еланской.
Личная библиотека О. Д. Берлева, а также его личный архив легли в основу первой российской открытой библиотеки по египтологии, которая была учреждена в Москве в 2012 году по инициативе российского египтолога В. В. Солкина.
Научный архив О. Д. Берлева (рабочая картотека, часть библиотеки и рукописи) хранится в архиве ИВР РАН. Картотека «Каталог египетских личных имен Среднего царства» (14837 карточек) была оцифрована в 2013 году российским египтологом, к.и.н. А. А. Ильиным-Томичем, при содействии И. В. Богданова, российского египтолога, к.и.н. и хранителя архива О. Д. Берлева. Картотека оказала влияние на базу данных «Persons and Names of the Middle Kingdom», над которой работает египтолог А. А. Ильин-Томич с 2018 года в Майнцском университете имени Иоганна Гутенберга.

## Научная деятельность
В 1965 году защитил кандидатскую диссертацию «„Рабы царя“ в Египте эпохи Среднего царства», с 1978 года — доктор наук (по монографии).
В центре научных работ О. Д. Берлева находились общественные отношения эпохи Среднего царства. Он установил существование и описал основную группу трудового населения в среднеегипетском обществе — ḥmw nsw (~ «слуги царя», принято чтение хемуу нисут или хемуу несу). По письменным памятникам Среднего царства О. Д. Берлев составил просопографию низших слоев египетского общества. Исследования Берлева прояснили содержание многих социальных категорий.
Недостаточное отражение в прижизненных печатных работах О. Д. Берлева получили его исследования природы царской власти в Египте. Наиболее полное изложение его взглядов на древнеегипетскую царственность содержится в опубликованной посмертно статье «Два царя — Два Солнца». По мнению О. Д. Берлева, центральное место в египетских взглядах на царскую власть занимало представление о двух солнцах: Солнце, боге-творце всех богов, творце мира, и Солнце, его сыне, царствующем фараоне.
О. Д. Берлев также занимался династийной историей Египта, его работы посвящены царю VI династии Усеркара, генеалогии царских семей времени XIII династии.

О. Д. Берлев внёс вклад в изучение некоторых аспектов египетской письменности: исследовал способы указания филиации в эпоху Среднего царства, установил чтение иероглифа 
| G7A |

 и имя бога Немти.
О. Д. Берлев опубликовал многие египетские памятники из музеев СССР, участвовал в подготовке каталогов египетских рельефов, стел и скульптуры из коллекции ГМИИ им. А. С. Пушкина и сводного каталога египетских памятников из музеев Российской Федерации, Белоруссии, стран Кавказа, Средней Азии и Балтии.

### Избранные труды
- «Сокол, плывущий в ладье», иероглиф и бог Архивная копия от 1 февраля 2011 на Wayback Machine // Вестник древней истории. — 1969. — № 1. — С. 3-30.
- Трудовое население Египта в эпоху Среднего царства / Отв. ред. Ю. Я. Перепелкин. — М.: Наука, 1972. — 364 с. — 1700 экз.
- Общественные отношения в Египте эпохи Среднего царства. Социальный слой «царских ḥmww». — М.: Наука, 1978. — 367 с. — 2450 экз.
- The Egyptian Reliefs and Stelae in the Pushkin Museum of Fine Arts, Moscow / Египетские рельефы и стелы в собрании Государственного музея изобразительных искусств имени А. С. Пушкина, Москва / О. Д. Берлев, С. И. Ходжаш. — М.: Аврора, 1982. — 312 с.
- Catalogue of the Monuments of Ancient Egypt. From the Museums of the Russian Federation, Ukraine, Bielorussia, Caucasus, Middle Asia and the Baltic States Архивная копия от 16 февраля 2020 на Wayback Machine. — Fribourg Switzerland, Göttingen, 1998. (в соавторстве с С. Ходжаш).
- Два царя — Два Солнца: к мировоззрению древних египтян // Discovering Egypt from the Neva: The Egyptological Legacy of Oleg D Berlev / Ed. by Stephen Quirke = Взгляд на Египет с берега Невы: Египтологическое наследие Олега Дмитриевича Берлева. — Berlin, 2003. — P. 1-18.
- Скульптура древнего Египта в собрании Государственного музея изобразительных искусств им. А. С. Пушкина / Олег Берлев, Светлана Ходжаш. — М.: Восточная литература, 2004. — 568 с. — 1000 экз. — ISBN 5-02-018364-4.